# Srulik

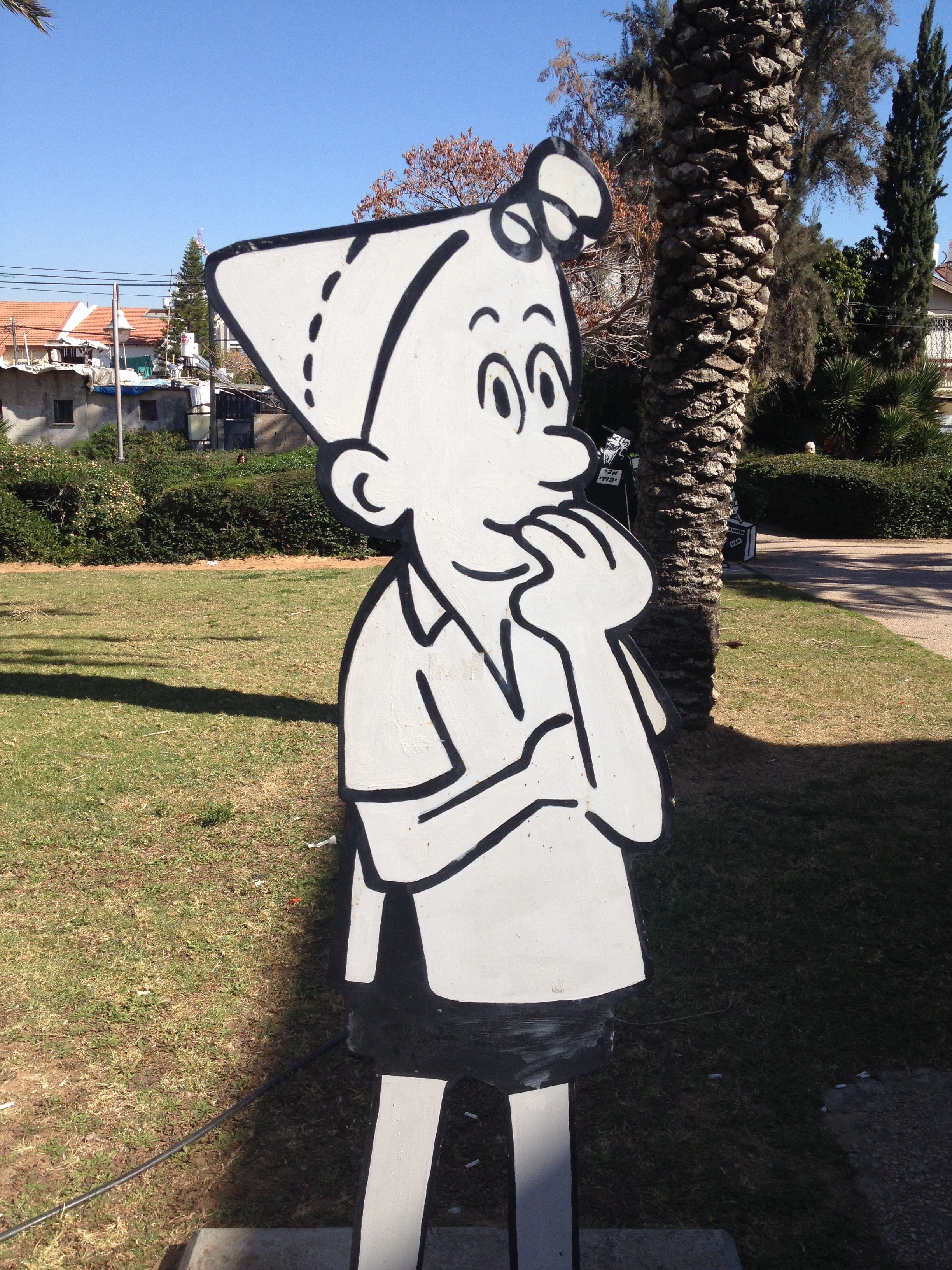
Srulik al museu israelià de dibuixos animats i còmics a Holon, Israel

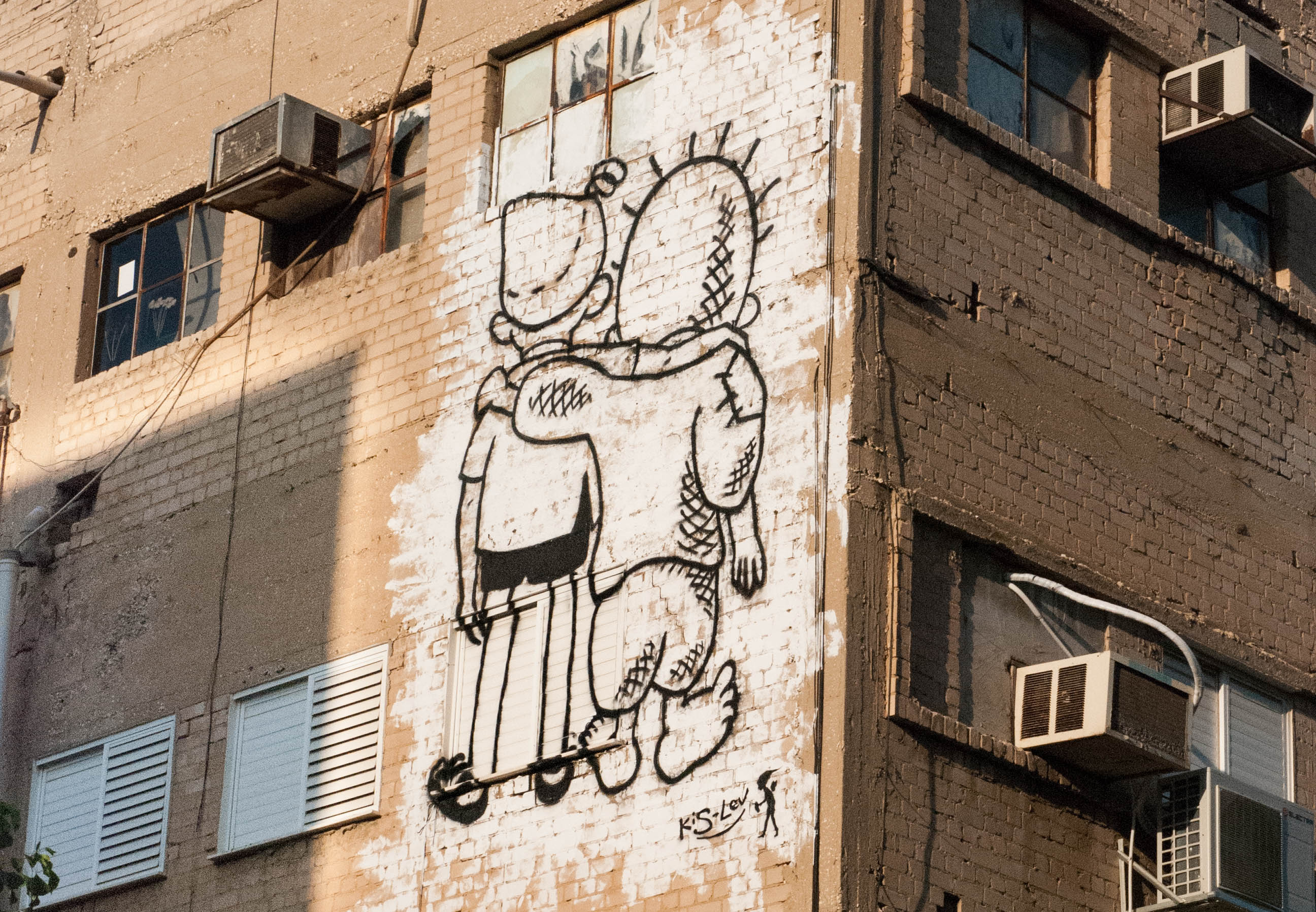
Els nens de la pau a Florentin que representen l'israelià Srulik i el palestí Handala abraçant-se

Srulik (hebreu: שרוליק‎) és un personatge de dibuixos animats que simbolitza Israel. El personatge va ser creat l'any 1956 pel dibuixant israelià Kariel Gardosh, conegut pel seu pseudònim Dosh.
La caricatura va aparèixer durant molts anys al diari Maariv. Yosef Lapid, company de Dosh al consell editorial de Maariv, va descriure Srulik com una icona d'Israel de la mateixa manera que Marianne i Columbia eren, respectivament, icones de França i dels Estats Units. Srulik ha estat un sobrenom comú a Israel per als nois anomenats "Yisrael" ("Israel", en hebreu: ישראל‎), encara que als anys 2000 s'ha convertit en un sobrenom obsolet.

## Descripció
Srulik s'ha representat generalment com un noi jove que porta un barret tembel, sandàlies bíbliques i pantalons curts caqui. El personatge pretén ser un sionista pioner, un amant de la terra d'Israel i la seva terra, un pagès entregat que en temps de necessitat es posa un uniforme i surt a defensar l'estat d'Israel. Dosh va dibuixar Srulik en dibuixos animats sobre esdeveniments actuals per a Maariv, i també per a diversos "especials" i ocasions rellevants pels inicis de l'estat d'Israel. Durant la guerra, Srulik es va posar un uniforme i va ser reclutat per elevar la moral nacional.

## Simbolisme
Molts han assenyalat la funció de Srulik com a antítesi de les caricatures antisemites que van aparèixer al diari nazi Der Stürmer i altres revistes europees i antisemites àrabs. En contra de l'estereotip del jueu feble o maquiavèl·lic que va ser propagat per Joseph Goebbels, Dosh —un supervivent de l'Holocaust— va dibuixar un personatge jueu orgullós, fort i simpàtic. El periodista Shalom Rosenfeld, editor de Maariv el 1974-1980, va escriure:
| «                                            | Srulik became not only a mark of recognition of [Dosh's] amazing daily cartoons, but an entity standing on its own, as a symbol of the Land of Israel - beautiful, lively, innocent ... and having a little chutzpah, and naturally also of the new Jew. Because of our history and our religion and the relations between us and the nations that absorbed us in their countries and cultures, stereotypes were created, mostly not so positive of the Jewish man. In the works of the greatest artists of prose, poetry and painting these stereotypes moved between a Wandering Jew, restless, tragic and pathetic and the hunchbacked, crooked-nosed, fleshy-lipped Jew with a pack of banknotes in his pockets, a prototype of the Shakespearean Shylock and The Jew Süss, in Goebbelsian interpretation, and in the modern times of many caricaturists in the Arab countries. | » |
| — Shalom Rosenfeld, Maariv, February 2, 2001 | |   |

### Handala
Srulik ha estat comparat amb Handala, la personificació nacional palestina (que va aparèixer més tard), i ha aparegut juntament amb Handala en murals que recolzen la solució dels dos estats.